# EM i håndbold 2024 (kvinder)
Europamesterskabet i håndbold for kvinder 2024 var den 16. udgave af EM i håndbold for kvinder arrangeret af European Handball Federation. Slutrunden blev spillet i Ungarn, Schweiz og Østrig, fra den 28. november til den 15. december 2024.  Kampene i det indledende gruppespil foregik i Basel, Schweiz og i Innsbruck, Østrig. Mellemrunden blev afviklet i Debrecen og i Wien, hvor sidstnævnte også dannede ramme om finaleweekenden i Wiener Stadthalle. Andre bud på værter var Rusland og et fælles bud fra Tjekkiet, Polen og Slovakiet.
Slutrunden var den første, hvor der deltog 24 hold ved et europamesterskab i for kvinder, hvor det før var 16 hold.

## Værtskab

### Spillesteder
- Basel – St. Jakobshalle
- Debrecen – Főnix Aréna
- Innsbruck – Olympiahalle
- Wien – Wiener Stadthalle

## Kvalifikation
| Land           | Kvalificeret som                          | Dato da kvalfikationen var sikret | Tidligere deltagelser i EM håndbold                                                           |
| -------------- | ----------------------------------------- | --------------------------------- | --------------------------------------------------------------------------------------------- |
| Schweiz        | Værtsland                                 | 25. januar 2020                   | 1 (2022)                                                                                      |
| Ungarn         | Værtsland                                 | 25. januar 2020                   | 15 (1994, 1996, 1998, 2000, 2002, 2004, 2006, 2008, 2010, 2012, 2014, 2016, 2018, 2020, 2022) |
| Østrig         | Værtsland                                 | 25. januar 2020                   | 8 (1994, 1996, 1998, 2000, 2002, 2004, 2006, 2008)                                            |
| Norge          | Forsvarende mestre fra 2022               | 20. november 2022                 | 15 (1994, 1996, 1998, 2000, 2002, 2004, 2006, 2008, 2010, 2012, 2014, 2016, 2018, 2020, 2022) |
| Danmark        | Gruppe 1                                  | 28. februar 2024                  | 15 (1994, 1996, 1998, 2000, 2002, 2004, 2006, 2008, 2010, 2012, 2014, 2016, 2018, 2020, 2022) |
| Sverige        | Gruppe 7                                  | 2. marts 2024                     | 13 (1994, 1996, 2002, 2004, 2006, 2008 2010, 2012, 2014, 2016, 2018, 2020, 2022)              |
| Holland        | Gruppe 3                                  | 3. marts 2024                     | 9 (1998, 2002, 2006, 2010, 2014, 2016, 2018, 2020, 2022)                                      |
| Rumænien       | Gruppe 1                                  | 3. marts 2024                     | 14 (1994, 1996, 1998, 2000, 2002, 2004, 2008, 2010, 2012, 2014, 2016, 2018, 2020, 2022)       |
| Frankrig       | Gruppe 4                                  | 3. marts 2024                     | 12 (2000, 2002, 2004, 2006, 2008, 2010, 2012, 2014, 2016, 2018, 2020, 2022)                   |
| Spanien        | Gruppe 5                                  | 3. marts 2024                     | 12 (1998, 2002, 2004, 2006, 2008, 2010, 2012, 2014, 2016, 2018, 2020, 2022)                   |
| Montenegro     | Gruppe 6                                  | 3. marts 2024                     | 7 (2010, 2012, 2014, 2016, 2018, 2020, 2022)                                                  |
| Kroatien       | Gruppe 1                                  | 3. april 2024                     | 12 (1994, 1996, 2004, 2006, 2008, 2010, 2012, 2014, 2016, 2018, 2020, 2022)                   |
| Nordmakedonien | Gruppe 5                                  | 3. april 2024                     | 6 (1998, 2000, 2006, 2008, 2012, 2022)                                                        |
| Tyskland       | Gruppe 2                                  | 4. april 2024                     | 15 (1994, 1996, 1998, 2000, 2002, 2004, 2006, 2008, 2010, 2012, 2014, 2016, 2018, 2020, 2022) |
| Ukraine        | Gruppe 2                                  | 7. april 2024                     | 11 (1994, 1996, 1998, 2000, 2002, 2004, 2006, 2008 2010, 2012, 2014)                          |
| Tjekkiet       | Gruppe 3                                  | 7. april 2024                     | 7 (1994, 2002, 2004, 2012, 2016, 2018, 2020)                                                  |
| Slovenien      | Gruppe 4                                  | 7. april 2024                     | 8 (2002, 2004, 2006, 2010, 2016, 2018, 2020, 2022)                                            |
| Serbien        | Gruppe 6                                  | 7. april 2024                     | 9 (2006, 2008, 2010, 2012, 2014, 2016, 2018, 2020, 2022)                                      |
| Island         | Gruppe 7                                  | 7. april 2024                     | 2 (2010, 2012)                                                                                |
| Polen          | Gruppe 8                                  | 7. april 2024                     | 8 (1996, 1998, 2006, 2014, 2016, 2018, 2020, 2022)                                            |
| Tyrkiet        | Et af de fire bedste tredjerangerede hold | 7. april 2024                     | 0 (Debut)                                                                                     |
| Slovakiet      | Et af de fire bedste tredjerangerede hold | 7. april 2024                     | 2 (1994, 2014)                                                                                |
| Portugal       | Et af de fire bedste tredjerangerede hold | 7. april 2024                     | 1 (2008)                                                                                      |
| Færøerne       | Et af de fire bedste tredjerangerede hold | 7. april 2024                     | 0 (Debut)                                                                                     |

## Dommerpar
Navnene på de atten dommerpar blev offentliggjort den 2. juli 2024.
Line Hesseldal Hansen og Josefine Kusk Jensen 
| Dommere             | Dommere                              |
| ------------------- | ------------------------------------ |
| Østrig              | Ana Vranes Marlis Wenninger          |
| Bosnien-Hercegovina | Tatjana Praštalo Vesna Balvan        |
| Bulgarien           | Georgi Doychinov Yulian Goretsov     |
| Frankrig            | Yann Carmaux Julien Mursch           |
| Tyskland            | Maike Merz Tanja Kuttler             |
| Ungarn              | Kristóf Altmár Márton Horváth        |
| Italien             | Gianna Merisi Andrea Pepe            |
| Litauen             | Tomas Barysas Povilas Petrušis       |
| Moldova             | Igor Covalciuc Line Alexei Covalciuc |

| Dommere    | Dommere                            |
| ---------- | ---------------------------------- |
| Montenegro | Jelena Vujačić Anđelina Kažanegra  |
| Holland    | William Weijmans Rick Wolbertus    |
| Norge      | Eskil Braseth Leif Sundet          |
| Rumænien   | Cristina Lovin Simona Stancu       |
| Serbien    | Vanja Antić Jelena Jakovljević     |
| Slovenien  | Ozren Backović Mirko Palačković    |
| Spanien    | Javier Álvarez Ion Bustamante      |
| Tyrkiet    | Pınar Ünlü Hatipoğlu Mehtap Şimşek |
| Ukraine    | Marina Duplii Olena Pobedrina      |

## Lodtrækning
Lodtrækningen for gruppedannelserne ved slutrunden afholdtes den 18. april 2024 i Wien, Østrig

### Seedning
De officielle seedningslag blev offentliggjort dagen efter den sidste betydende kvalifikationskamp blev spillet, 8. april 2024.
| Pot 1                                                         | Pot 2                                                       | Pot 3                                                              | Pot 4                                                            |
| ------------------------------------------------------------- | ----------------------------------------------------------- | ------------------------------------------------------------------ | ---------------------------------------------------------------- |
| - Norge - Danmark - Montenegro - Frankrig - Sverige - Holland | - Tyskland - Spanien - Rumænien - Ungarn - Schweiz - Østrig | - Slovenien - Kroatien - Polen - Serbien - Nordmakedonien - Island | - Tjekkiet - Ukraine - Tyrkiet - Færøerne - Portugal - Slovakiet |

## Indledende runde

### Gruppe A
| Pos | Hold           | K | V | U | T | M+  | M-  | MF  | P | Kvalifikation |
| --- | -------------- | - | - | - | - | --- | --- | --- | - | ------------- |
| 1   | Ungarn         | 3 | 3 | 0 | 0 | 91  | 68  | +23 | 6 | Mellemrunden  |
| 2   | Sverige        | 3 | 2 | 0 | 1 | 100 | 69  | +31 | 4 | Mellemrunden  |
| 3   | Nordmakedonien | 3 | 0 | 1 | 2 | 62  | 82  | −20 | 1 |               |
| 4   | Tyrkiet        | 3 | 0 | 1 | 2 | 68  | 102 | −34 | 1 |               |

| 28. november 2024 18:00 | Ungarn                  | 30–24       | Tyrkiet | Főnix Aréna, Debrecen Tilskuere: 2.927 Dommere: Balvan, Prastalo (BIH) |
| 28. november 2024 18:00 | Győri-Lukács, Klujber 6 | (13–8)      | İskit 5 | Főnix Aréna, Debrecen Tilskuere: 2.927 Dommere: Balvan, Prastalo (BIH) |
| 28. november 2024 18:00 | 1×                      | Kamprapport | 2×      | Főnix Aréna, Debrecen Tilskuere: 2.927 Dommere: Balvan, Prastalo (BIH) |

| 28. november 2024 20:30 | Sverige  | 28–18       | Nordmakedonien  | Főnix Aréna, Debrecen Tilskuere: 580 Dommere: Duplii, Pobedrina (UKR) |
| 28. november 2024 20:30 | Hagman 9 | (15–7)      | fire spillere 3 | Főnix Aréna, Debrecen Tilskuere: 580 Dommere: Duplii, Pobedrina (UKR) |
| 28. november 2024 20:30 | 2×       | Kamprapport | 5×              | Főnix Aréna, Debrecen Tilskuere: 580 Dommere: Duplii, Pobedrina (UKR) |

| 30. november 2024 18:00 | Sverige   | 25–32       | Ungarn    | Főnix Aréna, Debrecen Tilskuere: 4.163 Dommere: Weijmans, Wolbertus (NED) |
| 30. november 2024 18:00 | Carlson 6 | (13–16)     | Klujber 8 | Főnix Aréna, Debrecen Tilskuere: 4.163 Dommere: Weijmans, Wolbertus (NED) |
| 30. november 2024 18:00 | 2×        | Kamprapport | 5×        | Főnix Aréna, Debrecen Tilskuere: 4.163 Dommere: Weijmans, Wolbertus (NED) |

| 30. november 2024 20:30 | Nordmakedonien | 25–25       | Tyrkiet    | Főnix Aréna, Debrecen Tilskuere: 2.160 Dommere: Braseth, Sundet (NOR) |
| 30. november 2024 20:30 | Ristovska 8    | (12–15)     | Gökdemir 7 | Főnix Aréna, Debrecen Tilskuere: 2.160 Dommere: Braseth, Sundet (NOR) |
| 30. november 2024 20:30 | 5×             | Kamprapport | 3×         | Főnix Aréna, Debrecen Tilskuere: 2.160 Dommere: Braseth, Sundet (NOR) |

| 2. december 2024 18:00 | Nordmakedonien | 19–29       | Ungarn    | Főnix Aréna, Debrecen Tilskuere: 3.409 Dommere: Hansen, Jensen (DEN) |
| 2. december 2024 18:00 | Ristovska 6    | (10–11)     | Schatzl 6 | Főnix Aréna, Debrecen Tilskuere: 3.409 Dommere: Hansen, Jensen (DEN) |
| 2. december 2024 18:00 | 5×             | Kamprapport | 4×        | Főnix Aréna, Debrecen Tilskuere: 3.409 Dommere: Hansen, Jensen (DEN) |

| 2. december 2024 20:30 | Tyrkiet        | 19–47       | Sverige   | Főnix Aréna, Debrecen Tilskuere: 1.970 Dommere: Brkić, Jusufhodžić (AUT) |
| 2. december 2024 20:30 | tre spillere 3 | (12–25)     | Hagman 11 | Főnix Aréna, Debrecen Tilskuere: 1.970 Dommere: Brkić, Jusufhodžić (AUT) |
| 2. december 2024 20:30 | 3× 1×          | Kamprapport | 4×        | Főnix Aréna, Debrecen Tilskuere: 1.970 Dommere: Brkić, Jusufhodžić (AUT) |

### Gruppe B
| Pos | Hold       | K | V | U | T | M+ | M- | MF  | P | Kvalifikation |
| --- | ---------- | - | - | - | - | -- | -- | --- | - | ------------- |
| 1   | Montenegro | 3 | 3 | 0 | 0 | 79 | 64 | +15 | 6 | Mellemrunden  |
| 2   | Rumænien   | 3 | 2 | 0 | 1 | 81 | 80 | +1  | 4 | Mellemrunden  |
| 3   | Tjekkiet   | 3 | 1 | 0 | 2 | 76 | 81 | −5  | 2 |               |
| 4   | Serbien    | 3 | 0 | 0 | 3 | 67 | 78 | −11 | 0 |               |

| 29. november 2024 18:00 | Rumænien  | 29–28       | Tjekkiet     | Főnix Aréna, Debrecen Tilskuere: 2.240 Dommere: Brkić, Jusufhodžić (AUT) |
| 29. november 2024 18:00 | Bazaliu 9 | (11–13)     | Cholevová 11 | Főnix Aréna, Debrecen Tilskuere: 2.240 Dommere: Brkić, Jusufhodžić (AUT) |
| 29. november 2024 18:00 | 2×        | Kamprapport | 1×           | Főnix Aréna, Debrecen Tilskuere: 2.240 Dommere: Brkić, Jusufhodžić (AUT) |

| 29. november 2024 20:30 | Montenegro  | 24–18       | Serbien   | Főnix Aréna, Debrecen Tilskuere: 2.036 Dommere: I. Covalciuc, A. Covalciuc (MDA) |
| 29. november 2024 20:30 | Jauković 11 | (11–8)      | Jovović 7 | Főnix Aréna, Debrecen Tilskuere: 2.036 Dommere: I. Covalciuc, A. Covalciuc (MDA) |
| 29. november 2024 20:30 | 7×          | Kamprapport | 2×        | Főnix Aréna, Debrecen Tilskuere: 2.036 Dommere: I. Covalciuc, A. Covalciuc (MDA) |

| 1. december 2024 18:00 | Montenegro | 27–25       | Rumænien      | Főnix Aréna, Debrecen Tilskuere: 2.074 Dommere: Backović, Palačković (SLO) |
| 1. december 2024 18:00 | Mugoša 8   | (16–12)     | Seraficeanu 6 | Főnix Aréna, Debrecen Tilskuere: 2.074 Dommere: Backović, Palačković (SLO) |
| 1. december 2024 18:00 | 4× 1×      | Kamprapport | 4× 2×         | Főnix Aréna, Debrecen Tilskuere: 2.074 Dommere: Backović, Palačković (SLO) |

| 1. december 2024 20:30 | Serbien      | 24–27       | Tjekkiet               | Főnix Aréna, Debrecen Tilskuere: 1.074 Dommere: Barysas, Petrušis (LTU) |
| 1. december 2024 20:30 | Janjušević 9 | (13–14)     | Cholevová, Jeřábková 8 | Főnix Aréna, Debrecen Tilskuere: 1.074 Dommere: Barysas, Petrušis (LTU) |
| 1. december 2024 20:30 | 1×           | Kamprapport | 3× 1×                  | Főnix Aréna, Debrecen Tilskuere: 1.074 Dommere: Barysas, Petrušis (LTU) |

| 3. december 2024 18:00 | Serbien      | 25–27       | Rumænien              | Főnix Aréna, Debrecen Tilskuere: 1.366 Dommere: Braseth, Sundet (NOR) |
| 3. december 2024 18:00 | Janjušević 7 | (16–13)     | Seraficeanu, Stoica 5 | Főnix Aréna, Debrecen Tilskuere: 1.366 Dommere: Braseth, Sundet (NOR) |
| 3. december 2024 18:00 | 7×           | Kamprapport | 4× 1×                 | Főnix Aréna, Debrecen Tilskuere: 1.366 Dommere: Braseth, Sundet (NOR) |

| 3. december 2024 20:30 | Tjekkiet              | 21–48       | Montenegro | Főnix Aréna, Debrecen |
| 3. december 2024 20:30 | Franková, Jeřábková 4 | (4–12)      | Jauković 8 | Főnix Aréna, Debrecen |
| 3. december 2024 20:30 | 6× 1×                 | Kamprapport | 5× 1×      | Főnix Aréna, Debrecen |

### Gruppe C
| Pos | Hold     | K | V | U | T | M+ | M- | MF  | P | Kvalifikation |
| --- | -------- | - | - | - | - | -- | -- | --- | - | ------------- |
| 1   | Frankrig | 3 | 3 | 0 | 0 | 87 | 60 | +27 | 6 | Mellemrunden  |
| 2   | Polen    | 3 | 2 | 0 | 1 | 70 | 79 | −9  | 4 | Mellemrunden  |
| 3   | Spanien  | 3 | 1 | 0 | 2 | 75 | 74 | +1  | 2 |               |
| 4   | Portugal | 3 | 0 | 0 | 3 | 61 | 80 | −19 | 0 |               |

| 28. november 2024 18:00 | Spanien  | 30–24       | Portugal  | St. Jakobshalle, Basel Tilskuere: 2.669 Dommere: Backović, Palačković (SLO) |
| 28. november 2024 18:00 | Campos 8 | (12–12)     | Resende 8 | St. Jakobshalle, Basel Tilskuere: 2.669 Dommere: Backović, Palačković (SLO) |
| 28. november 2024 18:00 | 2×       | Kamprapport | 3× 1×     | St. Jakobshalle, Basel Tilskuere: 2.669 Dommere: Backović, Palačković (SLO) |

| 28. november 2024 20:30 | Frankrig   | 35–22       | Polen        | St. Jakobshalle, Basel Tilskuere: 2.682 Dommere: Hansen, Jensen (DEN) |
| 28. november 2024 20:30 | Coatanea 5 | (18–10)     | Uścinowicz 4 | St. Jakobshalle, Basel Tilskuere: 2.682 Dommere: Hansen, Jensen (DEN) |
| 28. november 2024 20:30 | 1×         | Kamprapport | 4× 1×        | St. Jakobshalle, Basel Tilskuere: 2.682 Dommere: Hansen, Jensen (DEN) |

| 30. november 2024 15:30 | Polen        | 22–21       | Portugal | St. Jakobshalle, Basel Tilskuere: 3.663 Dommere: Doychinov, Goretsov (BUL) |
| 30. november 2024 15:30 | Kobylińska 7 | (11–10)     | Lopes 5  | St. Jakobshalle, Basel Tilskuere: 3.663 Dommere: Doychinov, Goretsov (BUL) |
| 30. november 2024 15:30 | 4× 1×        | Kamprapport | 6× 1×    | St. Jakobshalle, Basel Tilskuere: 3.663 Dommere: Doychinov, Goretsov (BUL) |

| 30. november 2024 18:00 | Frankrig    | 24–22       | Spanien      | St. Jakobshalle, Basel Tilskuere: 4.056 Dommere: Merisi, Pepe (ITA) |
| 30. november 2024 18:00 | Valentini 6 | (10–11)     | So Delgado 9 | St. Jakobshalle, Basel Tilskuere: 4.056 Dommere: Merisi, Pepe (ITA) |
| 30. november 2024 18:00 | 3× 1×       | Kamprapport | 3× 1×        | St. Jakobshalle, Basel Tilskuere: 4.056 Dommere: Merisi, Pepe (ITA) |

| 2. december 2024 18:00 | Polen    | 26–23       | Spanien           | St. Jakobshalle, Basel Tilskuere: 1.425 Dommere: A. Covalciuc, I. Covalciuc (MDA) |
| 2. december 2024 18:00 | Rosiak 6 | (14–12)     | Erauskin, Vegué 6 | St. Jakobshalle, Basel Tilskuere: 1.425 Dommere: A. Covalciuc, I. Covalciuc (MDA) |
| 2. december 2024 18:00 | 8× 1×    | Kamprapport | 1×                | St. Jakobshalle, Basel Tilskuere: 1.425 Dommere: A. Covalciuc, I. Covalciuc (MDA) |

| 2. december 2024 20:30 | Portugal   | 16–28       | Frankrig            | St. Jakobshalle, Basel Tilskuere: 1.349 Dommere: Duplii, Pobedrina (UKR) |
| 2. december 2024 20:30 | Sequeira 4 | (8–16)      | Bouktit, Toublanc 6 | St. Jakobshalle, Basel Tilskuere: 1.349 Dommere: Duplii, Pobedrina (UKR) |
| 2. december 2024 20:30 | 1×         | Kamprapport | 2×                  | St. Jakobshalle, Basel Tilskuere: 1.349 Dommere: Duplii, Pobedrina (UKR) |

### Gruppe D
| Pos | Hold     | K | V | U | T | M+  | M- | MF  | P | Kvalifikation |
| --- | -------- | - | - | - | - | --- | -- | --- | - | ------------- |
| 1   | Danmark  | 3 | 3 | 0 | 0 | 102 | 80 | +22 | 6 | Mellemrunden  |
| 2   | Schweiz  | 3 | 2 | 0 | 1 | 84  | 82 | +2  | 4 | Mellemrunden  |
| 3   | Færøerne | 3 | 0 | 1 | 2 | 66  | 78 | −12 | 1 |               |
| 4   | Kroatien | 3 | 0 | 1 | 2 | 65  | 77 | −12 | 1 |               |

| 29. november 2024 18:00 | Schweiz    | 28–25       | Færøerne              | St. Jakobshalle, Basel Tilskuere: 4.670 Dommere: Barysas, Petrušis (LTU) |
| 29. november 2024 18:00 | Gautschi 8 | (13–7)      | Brandenborg, Mittún 7 | St. Jakobshalle, Basel Tilskuere: 4.670 Dommere: Barysas, Petrušis (LTU) |
| 29. november 2024 18:00 | 2×         | Kamprapport | 4×                    | St. Jakobshalle, Basel Tilskuere: 4.670 Dommere: Barysas, Petrušis (LTU) |

| 29. november 2024 20:30 | Danmark  | 34–26       | Kroatien   | St. Jakobshalle, Basel Tilskuere: 4.538 Dommere: Lidacka, Lesiak (POL) |
| 29. november 2024 20:30 | Møller 7 | (16–13)     | Pavlović 6 | St. Jakobshalle, Basel Tilskuere: 4.538 Dommere: Lidacka, Lesiak (POL) |
| 29. november 2024 20:30 | 5×       | Kamprapport | 4×         | St. Jakobshalle, Basel Tilskuere: 4.538 Dommere: Lidacka, Lesiak (POL) |

| 1. december 2024 15:30 | Kroatien | 17–17       | Færøerne            | St. Jakobshalle, Basel Tilskuere: 4.855 Dommere: Doychinov, Goretsov (BUL) |
| 1. december 2024 15:30 | Ježić 5  | (9–8)       | Mittún, Samuelsen 5 | St. Jakobshalle, Basel Tilskuere: 4.855 Dommere: Doychinov, Goretsov (BUL) |
| 1. december 2024 15:30 | 3× 2×    | Kamprapport | 1×                  | St. Jakobshalle, Basel Tilskuere: 4.855 Dommere: Doychinov, Goretsov (BUL) |

| 1. december 2024 18:00 | Danmark | 35–30       | Schweiz  | St. Jakobshalle, Basel Tilskuere: 5.423 Dommere: Merisi, Pepe (ITA) |
| 1. december 2024 18:00 | Friis 9 | (19–15)     | Schmid 8 | St. Jakobshalle, Basel Tilskuere: 5.423 Dommere: Merisi, Pepe (ITA) |
| 1. december 2024 18:00 | 3× 1×   | Kamprapport | 2× 1×    | St. Jakobshalle, Basel Tilskuere: 5.423 Dommere: Merisi, Pepe (ITA) |

| 3. december 2024 18:00 | Færøerne       | 24–33       | Danmark      | St. Jakobshalle, Basel Tilskuere: 3.074 Dommere: Altmár, Horváth (HUN) |
| 3. december 2024 18:00 | Brandenborg 10 | (8–15)      | Østergaard 5 | St. Jakobshalle, Basel Tilskuere: 3.074 Dommere: Altmár, Horváth (HUN) |
| 3. december 2024 18:00 | 2× 1×          | Kamprapport | 4×           | St. Jakobshalle, Basel Tilskuere: 3.074 Dommere: Altmár, Horváth (HUN) |

| 3. december 2024 20:30 | Kroatien          | 22–26       | Schweiz           | St. Jakobshalle, Basel Tilskuere: 3.826 Dommere: Carmaux, Mursch (FRA) |
| 3. december 2024 20:30 | Barišić, Birtić 5 | (10–16)     | Baumann, Schmid 6 | St. Jakobshalle, Basel Tilskuere: 3.826 Dommere: Carmaux, Mursch (FRA) |
| 3. december 2024 20:30 | 4×                | Kamprapport | 2×                | St. Jakobshalle, Basel Tilskuere: 3.826 Dommere: Carmaux, Mursch (FRA) |

### Gruppe E
| Pos | Hold      | K | V | U | T | M+  | M-  | MF  | P | Kvalifikation |
| --- | --------- | - | - | - | - | --- | --- | --- | - | ------------- |
| 1   | Norge     | 3 | 3 | 0 | 0 | 109 | 65  | +44 | 6 | Mellemrunden  |
| 2   | Slovenien | 3 | 2 | 0 | 1 | 88  | 81  | +7  | 4 | Mellemrunden  |
| 3   | Østrig    | 3 | 1 | 0 | 2 | 85  | 87  | −2  | 2 |               |
| 4   | Slovakiet | 3 | 0 | 0 | 3 | 63  | 112 | −49 | 0 |               |

| 28. november 2024 18:00 | Østrig                 | 37–24       | Slovakiet | Olympiahalle, Innsbruck Tilskuere: 2.414 Dommere: Lovin, Stancu (ROM) |
| 28. november 2024 18:00 | I. Ivančok, Reichert 8 | (17–11)     | Lancz 9   | Olympiahalle, Innsbruck Tilskuere: 2.414 Dommere: Lovin, Stancu (ROM) |
| 28. november 2024 18:00 | 6×                     | Kamprapport | 2×        | Olympiahalle, Innsbruck Tilskuere: 2.414 Dommere: Lovin, Stancu (ROM) |

| 28. november 2024 20:30 | Norge     | 33–26       | Slovenien | Olympiahalle, Innsbruck Tilskuere: 1.524 Dommere: Carmaux, Mursch (FRA) |
| 28. november 2024 20:30 | Reistad 9 | (16–11)     | Stanko 7  | Olympiahalle, Innsbruck Tilskuere: 1.524 Dommere: Carmaux, Mursch (FRA) |
| 28. november 2024 20:30 | 4× 1×     | Kamprapport | 4×        | Olympiahalle, Innsbruck Tilskuere: 1.524 Dommere: Carmaux, Mursch (FRA) |

| 30. november 2024 18:00 | Norge      | 38–24       | Østrig         | Olympiahalle, Innsbruck Tilskuere: 3.730 Dommere: Vujačić, Kažanegra (MNE) |
| 30. november 2024 18:00 | Breistøl 6 | (23–14)     | tre spillere 4 | Olympiahalle, Innsbruck Tilskuere: 3.730 Dommere: Vujačić, Kažanegra (MNE) |
| 30. november 2024 18:00 | 4×         | Kamprapport | 2×             | Olympiahalle, Innsbruck Tilskuere: 3.730 Dommere: Vujačić, Kažanegra (MNE) |

| 30. november 2024 20:30 | Slovenien | 37–24       | Slovakiet    | Olympiahalle, Innsbruck Tilskuere: 1.766 Dommere: Antić, Jakovljević (SRB) |
| 30. november 2024 20:30 | Stanko 9  | (18–10)     | Šutranová 11 | Olympiahalle, Innsbruck Tilskuere: 1.766 Dommere: Antić, Jakovljević (SRB) |
| 30. november 2024 20:30 | 8×        | Kamprapport | 7×           | Olympiahalle, Innsbruck Tilskuere: 1.766 Dommere: Antić, Jakovljević (SRB) |

| 2. december 2024 18:00 | Slovenien | 25–24       | Østrig     | Olympiahalle, Innsbruck Tilskuere: 3.341 Dommere: Álvarez, Bustamante (ESP) |
| 2. december 2024 18:00 | Stanko 8  | (13–13)     | Reichert 9 | Olympiahalle, Innsbruck Tilskuere: 3.341 Dommere: Álvarez, Bustamante (ESP) |
| 2. december 2024 18:00 | 8× 1×     | Kamprapport | 1×         | Olympiahalle, Innsbruck Tilskuere: 3.341 Dommere: Álvarez, Bustamante (ESP) |

| 2. december 2024 20:30 | Slovakiet   | 15–38       | Norge    | Olympiahalle, Innsbruck Tilskuere: 1,560 Dommere: Lidacka, Lesiak (POL) |
| 2. december 2024 20:30 | Šutranová 5 | (8–20)      | Herrem 8 | Olympiahalle, Innsbruck Tilskuere: 1,560 Dommere: Lidacka, Lesiak (POL) |
| 2. december 2024 20:30 | 1×          | Kamprapport | 3×       | Olympiahalle, Innsbruck Tilskuere: 1,560 Dommere: Lidacka, Lesiak (POL) |

### Gruppe F
| Pos | Hold     | K | V | U | T | M+ | M-  | MF  | P | Kvalifikation |
| --- | -------- | - | - | - | - | -- | --- | --- | - | ------------- |
| 1   | Holland  | 3 | 3 | 0 | 0 | 99 | 70  | +29 | 6 | Mellemrunden  |
| 2   | Tyskland | 3 | 2 | 0 | 1 | 82 | 65  | +17 | 4 | Mellemrunden  |
| 3   | Island   | 3 | 1 | 0 | 2 | 71 | 81  | −10 | 2 |               |
| 4   | Ukraine  | 3 | 0 | 0 | 3 | 64 | 100 | −36 | 0 |               |

| 29. november 2024 18:00 | Holland        | 27–25       | Island          | Olympiahalle, Innsbruck Tilskuere: 2.076 Dommere: Altmár, Horváth (HUN) |
| 29. november 2024 18:00 | tre spillere 5 | (12–12)     | Albertsdóttir 8 | Olympiahalle, Innsbruck Tilskuere: 2.076 Dommere: Altmár, Horváth (HUN) |
| 29. november 2024 18:00 | 5×             | Kamprapport | 2× 1×           | Olympiahalle, Innsbruck Tilskuere: 2.076 Dommere: Altmár, Horváth (HUN) |

| 29. november 2024 20:30 | Tyskland    | 30–17       | Ukraine    | Olympiahalle, Innsbruck Tilskuere: 2.437 Dommere: Antić, Jakovljević (SRB) |
| 29. november 2024 20:30 | Grijseels 6 | (12–12)     | Horilska 4 | Olympiahalle, Innsbruck Tilskuere: 2.437 Dommere: Antić, Jakovljević (SRB) |
| 29. november 2024 20:30 | 5×          | Kamprapport | 2× 1×      | Olympiahalle, Innsbruck Tilskuere: 2.437 Dommere: Antić, Jakovljević (SRB) |

| 1. december 2024 18:00 | Holland    | 29–22       | Tyskland    | Olympiahalle, Innsbruck Tilskuere: 2.437 Dommere: Álvarez, Bustamante (ESP) |
| 1. december 2024 18:00 | Housheer 7 | (15–14)     | Grijseels 5 | Olympiahalle, Innsbruck Tilskuere: 2.437 Dommere: Álvarez, Bustamante (ESP) |
| 1. december 2024 18:00 | 4× 1×      | Kamprapport | 4× 1×       | Olympiahalle, Innsbruck Tilskuere: 2.437 Dommere: Álvarez, Bustamante (ESP) |

| 1. december 2024 20:30 | Island          | 27–24       | Ukraine    | Olympiahalle, Innsbruck Tilskuere: 1.155 Dommere: Lovin, Stancu (ROU) |
| 1. december 2024 20:30 | Albertsdóttir 7 | (16–9)      | Smbatian 8 | Olympiahalle, Innsbruck Tilskuere: 1.155 Dommere: Lovin, Stancu (ROU) |
| 1. december 2024 20:30 | 6×              | Kamprapport | 6× 1×      | Olympiahalle, Innsbruck Tilskuere: 1.155 Dommere: Lovin, Stancu (ROU) |

| 3. december 2024 18:00 | Ukraine    | 23–43       | Holland  | Olympiahalle, Innsbruck Tilskuere: 1.019 Dommere: Vujačić, Kažanegra (MNE) |
| 3. december 2024 18:00 | Smbatian 7 | (12–24)     | Dekker 9 | Olympiahalle, Innsbruck Tilskuere: 1.019 Dommere: Vujačić, Kažanegra (MNE) |
| 3. december 2024 18:00 | 4× 1×      | Kamprapport | 5×       | Olympiahalle, Innsbruck Tilskuere: 1.019 Dommere: Vujačić, Kažanegra (MNE) |

| 3. december 2024 20:30 | Island          | 19–30       | Tyskland | Olympiahalle, Innsbruck Tilskuere: 2.056 Dommere: Praštalo, Balvan (BIH) |
| 3. december 2024 20:30 | Albertsdóttir 6 | (10–14)     | Engel 7  | Olympiahalle, Innsbruck Tilskuere: 2.056 Dommere: Praštalo, Balvan (BIH) |
| 3. december 2024 20:30 | 3× 1×           | Kamprapport | 2×       | Olympiahalle, Innsbruck Tilskuere: 2.056 Dommere: Praštalo, Balvan (BIH) |

## Mellemrunde

### Gruppe I
| Pos | Hold       | K | V | U | T | M+  | M-  | MF  | P  | Kvalifikation      |
| --- | ---------- | - | - | - | - | --- | --- | --- | -- | ------------------ |
| 1   | Frankrig   | 5 | 5 | 0 | 0 | 157 | 124 | +33 | 10 | Semifinaler        |
| 2   | Ungarn     | 5 | 4 | 0 | 1 | 153 | 125 | +28 | 8  | Semifinaler        |
| 3   | Sverige    | 5 | 2 | 0 | 3 | 133 | 137 | −4  | 4  | Kamp om 5. pladsen |
| 4   | Montenegro | 5 | 2 | 0 | 3 | 124 | 135 | −11 | 4  |                    |
| 5   | Polen      | 5 | 1 | 0 | 4 | 128 | 146 | −18 | 2  |                    |
| 6   | Rumænien   | 5 | 1 | 0 | 4 | 125 | 153 | −28 | 2  |                    |

| 5. december 2024 15:30 | Sverige  | 33–25       | Polen        | Főnix Aréna, Debrecen Tilskuere: 786 Dommere: Antić, Jakovljević (SRB) |
| 5. december 2024 15:30 | Hagman 9 | (17–15)     | Kobylińska 6 | Főnix Aréna, Debrecen Tilskuere: 786 Dommere: Antić, Jakovljević (SRB) |
| 5. december 2024 15:30 | 4×       | Kamprapport | 6× 1×        | Főnix Aréna, Debrecen Tilskuere: 786 Dommere: Antić, Jakovljević (SRB) |

| 5. december 2024 18:00 | Frankrig    | 30–25       | Rumænien  | Főnix Aréna, Debrecen Tilskuere: 1.481 Dommere: Hansen, Jensen (DEN) |
| 5. december 2024 18:00 | Valentini 6 | (12–9)      | Bazaliu 6 | Főnix Aréna, Debrecen Tilskuere: 1.481 Dommere: Hansen, Jensen (DEN) |
| 5. december 2024 18:00 | 7×          | Kamprapport | 5× 1×     | Főnix Aréna, Debrecen Tilskuere: 1.481 Dommere: Hansen, Jensen (DEN) |

| 5. december 2024 20:30 | Ungarn    | 26–20       | Montenegro | Főnix Aréna, Debrecen Tilskuere: 2.067 Dommere: Álvarez, Bustamante (ESP) |
| 5. december 2024 20:30 | Klujber 6 | (16–11)     | Jauković 5 | Főnix Aréna, Debrecen Tilskuere: 2.067 Dommere: Álvarez, Bustamante (ESP) |
| 5. december 2024 20:30 | 3× 1×     | Kamprapport | 4×         | Főnix Aréna, Debrecen Tilskuere: 2.067 Dommere: Álvarez, Bustamante (ESP) |

| 6. december 2024 15:30 | Sverige     | 23–25       | Rumænien  | Főnix Aréna, Debrecen Tilskuere: 1.520 Dommere: Weijmans, Wolbertus (NED) |
| 6. december 2024 15:30 | Lindqvist 5 | (8–12)      | Bazaliu 8 | Főnix Aréna, Debrecen Tilskuere: 1.520 Dommere: Weijmans, Wolbertus (NED) |
| 6. december 2024 15:30 | 2×          | Kamprapport | 1×        | Főnix Aréna, Debrecen Tilskuere: 1.520 Dommere: Weijmans, Wolbertus (NED) |

| 6. december 2024 18:00 | Frankrig | 31–23       | Montenegro  | Főnix Aréna, Debrecen Tilskuere: 2.041 Dommere: Braseth, Sundet (NOR) |
| 6. december 2024 18:00 | Zaadi 7  | (15–11)     | Pavićević 6 | Főnix Aréna, Debrecen Tilskuere: 2.041 Dommere: Braseth, Sundet (NOR) |
| 6. december 2024 18:00 | 5× 1×    | Kamprapport | 3×          | Főnix Aréna, Debrecen Tilskuere: 2.041 Dommere: Braseth, Sundet (NOR) |

| 6. december 2024 20:30 | Ungarn  | 31–21       | Polen    | Főnix Aréna, Debrecen Tilskuere: 2.955 Dommere: Brkić, Jusufhodžić (AUT) |
| 6. december 2024 20:30 | Vámos 8 | (17–9)      | Rosiak 5 | Főnix Aréna, Debrecen Tilskuere: 2.955 Dommere: Brkić, Jusufhodžić (AUT) |
| 6. december 2024 20:30 | 4×      | Kamprapport | 5×       | Főnix Aréna, Debrecen Tilskuere: 2.955 Dommere: Brkić, Jusufhodžić (AUT) |

| 8. december 2024 15:30 | Montenegro  | 30–28       | Polen        | Főnix Aréna, Debrecen Tilskuere: 1.872 Dommere: Hansen, Jensen (DEN) |
| 8. december 2024 15:30 | Jauković 10 | (14–14)     | Kobylińska 6 | Főnix Aréna, Debrecen Tilskuere: 1.872 Dommere: Hansen, Jensen (DEN) |
| 8. december 2024 15:30 | 8× 1×       | Kamprapport | 3× 1×        | Főnix Aréna, Debrecen Tilskuere: 1.872 Dommere: Hansen, Jensen (DEN) |

| 8. december 2024 18:00 | Ungarn     | 37–29       | Rumænien | Főnix Aréna, Debrecen Tilskuere: 4.163 Dommere: Antić, Jakovljević (SRB) |
| 8. december 2024 18:00 | Klujber 10 | (20–15)     | Ostase 6 | Főnix Aréna, Debrecen Tilskuere: 4.163 Dommere: Antić, Jakovljević (SRB) |
| 8. december 2024 18:00 | 3×         | Kamprapport | 4× 1×    | Főnix Aréna, Debrecen Tilskuere: 4.163 Dommere: Antić, Jakovljević (SRB) |

| 8. december 2024 20:30 | Sverige          | 27–31       | Frankrig             | Főnix Aréna, Debrecen Tilskuere: 1.679 Dommere: Brkić, Jusufhodžić (AUT) |
| 8. december 2024 20:30 | Axnér, Roberts 4 | (13–19)     | Horacek, Nze Minko 6 | Főnix Aréna, Debrecen Tilskuere: 1.679 Dommere: Brkić, Jusufhodžić (AUT) |
| 8. december 2024 20:30 | 4× 1×            | Kamprapport | 4×                   | Főnix Aréna, Debrecen Tilskuere: 1.679 Dommere: Brkić, Jusufhodžić (AUT) |

| 10. december 2024 15:30 | Rumænien | 24–29       | Polen           | Főnix Aréna, Debrecen Tilskuere: 1.273 Dommere: Braseth, Sundet (NOR) |
| 10. december 2024 15:30 | Grozav 7 | (11–10)     | Balsam, Nocuń 5 | Főnix Aréna, Debrecen Tilskuere: 1.273 Dommere: Braseth, Sundet (NOR) |
| 10. december 2024 15:30 | 5× 1×    | Kamprapport | 3× 1×           | Főnix Aréna, Debrecen Tilskuere: 1.273 Dommere: Braseth, Sundet (NOR) |

| 10. december 2024 18:00 | Ungarn    | 27–30       | Frankrig           | Főnix Aréna, Debrecen Tilskuere: 3.639 Dommere: Weijmans, Wolbertus (NED) |
| 10. december 2024 18:00 | Klujber 9 | (13–13)     | Foppa, Valentini 5 | Főnix Aréna, Debrecen Tilskuere: 3.639 Dommere: Weijmans, Wolbertus (NED) |
| 10. december 2024 18:00 | 1×        | Kamprapport | 3× 1×              | Főnix Aréna, Debrecen Tilskuere: 3.639 Dommere: Weijmans, Wolbertus (NED) |

| 10. december 2024 20:30 | Sverige  | 25–24       | Montenegro | Főnix Aréna, Debrecen Tilskuere: 1.569 Dommere: Barysas, Petrušis (LTU) |
| 10. december 2024 20:30 | Hagman 6 | (14–14)     | Jauković 9 | Főnix Aréna, Debrecen Tilskuere: 1.569 Dommere: Barysas, Petrušis (LTU) |
| 10. december 2024 20:30 | 3×       | Kamprapport | 3×         | Főnix Aréna, Debrecen Tilskuere: 1.569 Dommere: Barysas, Petrušis (LTU) |

### Gruppe II
| Pos | Hold      | K | V | U | T | M+  | M-  | MF  | P  | Kvalifikation      |
| --- | --------- | - | - | - | - | --- | --- | --- | -- | ------------------ |
| 1   | Norge     | 5 | 5 | 0 | 0 | 123 | 98  | +25 | 10 | Semifinaler        |
| 2   | Danmark   | 5 | 4 | 0 | 1 | 152 | 131 | +21 | 8  | Semifinaler        |
| 3   | Holland   | 5 | 3 | 0 | 2 | 139 | 134 | +5  | 6  | Kamp om 5. pladsen |
| 4   | Tyskland  | 5 | 2 | 0 | 3 | 143 | 135 | +8  | 4  |                    |
| 5   | Slovenien | 5 | 1 | 0 | 4 | 134 | 152 | −18 | 2  |                    |
| 6   | Schweiz   | 5 | 0 | 0 | 5 | 111 | 142 | −31 | 0  |                    |

| 5. december 2024 15:30 | Schweiz  | 27–36       | Tyskland | Wiener Stadthalle, Wien Tilskuere: 2.182 Dommere: A. Covalciuc, I. Covalciuc (MDA) |
| 5. december 2024 15:30 | Schmid 8 | (14–18)     | Hauf 6   | Wiener Stadthalle, Wien Tilskuere: 2.182 Dommere: A. Covalciuc, I. Covalciuc (MDA) |
| 5. december 2024 15:30 | 1×       | Kamprapport | 2×       | Wiener Stadthalle, Wien Tilskuere: 2.182 Dommere: A. Covalciuc, I. Covalciuc (MDA) |

| 5. december 2024 18:00 | Holland     | 26–22       | Slovenien | Wiener Stadthalle, Wien Tilskuere: 2.234 Dommere: Barysas, Petrušis (LTU) |
| 5. december 2024 18:00 | Malestein 6 | (14–10)     | Stanko 7  | Wiener Stadthalle, Wien Tilskuere: 2.234 Dommere: Barysas, Petrušis (LTU) |
| 5. december 2024 18:00 | 3× 1×       | Kamprapport | 4×        | Wiener Stadthalle, Wien Tilskuere: 2.234 Dommere: Barysas, Petrušis (LTU) |

| 5. december 2024 20:30 | Danmark | 24–27       | Norge               | Wiener Stadthalle, Wien Tilskuere: 2.579 Dommere: Vujačić, Kažanegra (MNE) |
| 5. december 2024 20:30 | Aagot 6 | (12–13)     | Breistøl, Reistad 5 | Wiener Stadthalle, Wien Tilskuere: 2.579 Dommere: Vujačić, Kažanegra (MNE) |
| 5. december 2024 20:30 | 4× 1×   | Kamprapport | 2× 1×               | Wiener Stadthalle, Wien Tilskuere: 2.579 Dommere: Vujačić, Kažanegra (MNE) |

| 7. december 2024 15:30 | Schweiz              | 25–34       | Slovenien       | Wiener Stadthalle, Wien Tilskuere: 2.612 Dommere: Praštalo, Balvan (BIH) |
| 7. december 2024 15:30 | Emmenegger, Schmid 5 | (16–17)     | Abina, Stanko 6 | Wiener Stadthalle, Wien Tilskuere: 2.612 Dommere: Praštalo, Balvan (BIH) |
| 7. december 2024 15:30 | 2× 1×                | Kamprapport | 3×              | Wiener Stadthalle, Wien Tilskuere: 2.612 Dommere: Praštalo, Balvan (BIH) |

| 7. december 2024 18:00 | Danmark              | 30–22       | Tyskland | Wiener Stadthalle, Wien Tilskuere: 4.025 Dommere: Lovin, Stancu (ROM) |
| 7. december 2024 18:00 | Hansen, Østergaard 6 | (15–13)     | Antl 7   | Wiener Stadthalle, Wien Tilskuere: 4.025 Dommere: Lovin, Stancu (ROM) |
| 7. december 2024 18:00 | 3× 1×                | Kamprapport | 4×       | Wiener Stadthalle, Wien Tilskuere: 4.025 Dommere: Lovin, Stancu (ROM) |

| 7. december 2024 20:30 | Holland  | 21–31       | Norge    | Wiener Stadthalle, Wien Tilskuere: 3.267 Dommere: Carmaux, Mursch (FRA) |
| 7. december 2024 20:30 | Nüsser 5 | (9–15)      | Herrem 6 | Wiener Stadthalle, Wien Tilskuere: 3.267 Dommere: Carmaux, Mursch (FRA) |
| 7. december 2024 20:30 | 2×       | Kamprapport | 4×       | Wiener Stadthalle, Wien Tilskuere: 3.267 Dommere: Carmaux, Mursch (FRA) |

| 9. december 2024 15:30 | Schweiz    | 29–37       | Holland     | Wiener Stadthalle, Wien Tilskuere: 1.714 Dommere: Vujačić, Kažanegra (MNE) |
| 9. december 2024 15:30 | Gautschi 6 | (17–24)     | Sprengers 7 | Wiener Stadthalle, Wien Tilskuere: 1.714 Dommere: Vujačić, Kažanegra (MNE) |
| 9. december 2024 15:30 | 1×         | Kamprapport | 2× 1×       | Wiener Stadthalle, Wien Tilskuere: 1.714 Dommere: Vujačić, Kažanegra (MNE) |

| 9. december 2024 18:00 | Norge     | 32–27      | Tyskland        | Wiener Stadthalle, Wien Tilskuere: 2.677 Dommere: Praštalo, Balvan (BIH) |
| 9. december 2024 18:00 | Reistad 9 | (19–13)    | fire spillere 4 | Wiener Stadthalle, Wien Tilskuere: 2.677 Dommere: Praštalo, Balvan (BIH) |
| 9. december 2024 18:00 | 3×        | Kampapport | 2×              | Wiener Stadthalle, Wien Tilskuere: 2.677 Dommere: Praštalo, Balvan (BIH) |

| 9. december 2024 20:30 | Danmark      | 33–26       | Slovenien | Wiener Stadthalle, Wien Tilskuere: 1.719 Dommere: Álvarez, Bustamante (ESP) |
| 9. december 2024 20:30 | Halilcevic 6 | (17–15)     | Stanko 8  | Wiener Stadthalle, Wien Tilskuere: 1.719 Dommere: Álvarez, Bustamante (ESP) |
| 9. december 2024 20:30 | 4× 1×        | Kamprapport | 5×        | Wiener Stadthalle, Wien Tilskuere: 1.719 Dommere: Álvarez, Bustamante (ESP) |

| 11. december 2024 15:30 | Slovenien      | 16–35       | Tyskland | Wiener Stadthalle, Wien Tilskuere: 1.836 Dommere: Carmaux, Mursch (FRA) |
| 11. december 2024 15:30 | tre spillere 3 | (11–17)     | Lott 6   | Wiener Stadthalle, Wien Tilskuere: 1.836 Dommere: Carmaux, Mursch (FRA) |
| 11. december 2024 15:30 | 3×             | Kamprapport | 5×       | Wiener Stadthalle, Wien Tilskuere: 1.836 Dommere: Carmaux, Mursch (FRA) |

| 11. december 2024 18:00 | Danmark  | 30–26       | Holland     | Wiener Stadthalle, Wien Tilskuere: 2.813 Dommere: I. Covalciuc, A. Covalciuc (MDA) |
| 11. december 2024 18:00 | Hansen 7 | (15–13)     | Housheer 10 | Wiener Stadthalle, Wien Tilskuere: 2.813 Dommere: I. Covalciuc, A. Covalciuc (MDA) |
| 11. december 2024 18:00 | 5×       | Kamprapport | 4×          | Wiener Stadthalle, Wien Tilskuere: 2.813 Dommere: I. Covalciuc, A. Covalciuc (MDA) |

| 11. december 2024 20:30 | Schweiz  | 24–40       | Norge                     | Wiener Stadthalle, Wien Tilskuere: 1.521 Dommere: Lovin, Stancu (ROM) |
| 11. december 2024 20:30 | Schmid 7 | (13–24)     | Hovden, Solberg-Isaksen 5 | Wiener Stadthalle, Wien Tilskuere: 1.521 Dommere: Lovin, Stancu (ROM) |
| 11. december 2024 20:30 | 5×       | Kamprapport | 4× 1×                     | Wiener Stadthalle, Wien Tilskuere: 1.521 Dommere: Lovin, Stancu (ROM) |

## Slutspillet

### Bracket
|  | Semifinaler  | Semifinaler |              |    | Finale | Finale |
|  |              |             |              |    |        |        |
|  | 13. december |             |              |    |        |        |
|  |              |             |              |    |        |        |
|  | Frankrig     | 22          |              |    |        |        |
|  | Frankrig     | 22          | 15. december |    |        |        |
|  | Danmark      | 24          |              |    |        |        |
|  | Danmark      | 24          | Danmark      | 23 |        |        |
|  | 13. december |             | Danmark      | 23 |        |        |
|  |              | Norge       | 31           |    |        |        |
|  | Ungarn       | Norge       | 31           | 22 |        |        |
|  | Ungarn       |             |              | 22 |        |        |
|  | Norge        | 30          |              |    |        |        |
|  | Norge        | 30          | Tredjeplads  |    |        |        |
|  |              |             |              |    |        |        |
|  | 15. december |             |              |    |        |        |
|  |              |             |              |    |        |        |
|  | Frankrig     | 24          |              |    |        |        |
|  | Frankrig     | 24          |              |    |        |        |
|  | Ungarn       | 25          |              |    |        |        |

### Kamp om 5. pladsen
| 13. december 2024 15:00 | Sverige              | 33–32       | Holland    | Wiener Stadthalle, Wien Tilskuere: 3.132 Dommere: Balvan, Praštalo (BIH) |
| 13. december 2024 15:00 | Lindqvist, Roberts 8 | (15–15)     | Housheer 9 | Wiener Stadthalle, Wien Tilskuere: 3.132 Dommere: Balvan, Praštalo (BIH) |
| 13. december 2024 15:00 | 2×                   | Kamprapport | 6× 1×      | Wiener Stadthalle, Wien Tilskuere: 3.132 Dommere: Balvan, Praštalo (BIH) |

### Semifinaler
| 13. december 2024 17:45 | Ungarn    | 22–30       | Norge     | Wiener Stadthalle, Wien Tilskuere: 8,017 Dommere: Álvarez, Bustamante (ESP) |
| 13. december 2024 17:45 | Klujber 5 | (11–13)     | Reistad 7 | Wiener Stadthalle, Wien Tilskuere: 8,017 Dommere: Álvarez, Bustamante (ESP) |
| 13. december 2024 17:45 | 4×        | Kamprapport | 5×        | Wiener Stadthalle, Wien Tilskuere: 8,017 Dommere: Álvarez, Bustamante (ESP) |

| 13. december 2024 20:30 | Frankrig | 22–24       | Danmark  | Wiener Stadthalle, Wien Tilskuere: 7.754 Dommere: Lovin, Stancu (ROM) |
| 13. december 2024 20:30 | Foppa 4  | (11–13)     | Hansen 7 | Wiener Stadthalle, Wien Tilskuere: 7.754 Dommere: Lovin, Stancu (ROM) |
| 13. december 2024 20:30 | 2×       | Kamprapport | 2× 1×    | Wiener Stadthalle, Wien Tilskuere: 7.754 Dommere: Lovin, Stancu (ROM) |

### Kamp om 3. plads
| 15. december 2024 15:15 | Frankrig       | 24–25   | Ungarn    | Wiener Stadthalle, Wien Tilskuere: 8,775 Dommere: A. Covalciuc, I. Covalciuc (MDA) |
| 15. december 2024 15:15 | tre spillere 4 | (12–13) | Klujber 9 | Wiener Stadthalle, Wien Tilskuere: 8,775 Dommere: A. Covalciuc, I. Covalciuc (MDA) |
| 15. december 2024 15:15 | 3×             | rapport | 1×        | Wiener Stadthalle, Wien Tilskuere: 8,775 Dommere: A. Covalciuc, I. Covalciuc (MDA) |

### Finale
| 15. december 2024 18:00 | Danmark           | 23–31   | Norge     | Wiener Stadthalle, Vienna Tilskuere: 8,775 Dommere: Antić, Jakovljević (SRB) |
| 15. december 2024 18:00 | Hansen, Højlund 5 | (12–13) | Reistad 8 | Wiener Stadthalle, Vienna Tilskuere: 8,775 Dommere: Antić, Jakovljević (SRB) |
| 15. december 2024 18:00 | 5× 1×             | Rapport | 2× 1×     | Wiener Stadthalle, Vienna Tilskuere: 8,775 Dommere: Antić, Jakovljević (SRB) |

## Rangering
|  | Kvalificeret til VM 2025 |

| Nr. | Hold           |
| --- | -------------- |
| 1   | Norge          |
| 2   | Danmark        |
| 3   | Ungarn         |
| 4   | Frankrig       |
| 5   | Sverige        |
| 6   | Holland        |
| 7   | Tyskland       |
| 8   | Montenegro     |
| 9   | Polen          |
| 10  | Slovenien      |
| 11  | Rumænien       |
| 12  | Schweiz        |
| 13  | Spanien        |
| 14  | Østrig         |
| 15  | Tjekkiet       |
| 16  | Island         |
| 17  | Færøerne       |
| 18  | Nordmakedonien |
| 19  | Kroatien       |
| 20  | Tyrkiet        |
| 21  | Serbien        |
| 22  | Portugal       |
| 23  | Ukraine        |
| 24  | Slovakiet      |

## Allstar-hold
European Handball Federation har sammensat følgende allstar-hold:
- Venstre fløj: Emma Friis (Danmark)
- Venstre back: Tjaša Stanko (Slovenien)
- Playmaker: Henny Reistad (Norge)
- Højre back: Katrin Klujber (Ungarn)
- Højre fløj: Viktória Lukács (Ungarn)
- Stregspiller: Tatjana Brnovic (Montenegro)
- Målvogter: Anna Kristensen (Danmark)
- Forsvarsspiller: Pauletta Foppa (Frankrig)
- Unge spiller: Petra Simon (Ungarn)

Desuden blev Anna Kristensen udnævnt som turneringens Most Valuable Player.

## Markedsføring
Det officielle logo blev afsløret den 19. november 2022 på den afsluttende pressekonference i EM i 2022 i Ljubljana, Slovenien.
Den officielle bold til EM 2024 udkommer den 7. april 2023, lavet af producent og EHF-partner, Select. Bolden er lavet af imiteret læder og er dekoreret i kontrasterende røde toner med grønne accenter og hvide områder med turneringens slogan "Catch the Spirit" på bolden. 
Maskoten blev annonceret den 2. april 2024. Maskoten er en wildcat.

### Billetter
Til EM-kampene tilbydes billetter af EHF som en pakke med flere kampe som følger:
- Indledende runde, Gruupe A i Debrecen (med Ungarn): tre dage fra 18.600 til 34.800 Ft
- Indledende runde, Gruppe B i Debrecen: tre dage fra 7.800 til 20.800 Ft
- Indledende runde, Gruppe C og D i Basel: tre dage fra 105 til 875 Francs
- Indledende runde, Gruppe E og F ind Innsbruck: tre dage fra € 78 til € 159
- Mellemrunde Gruppe I i Debrecen: Fire dage fra kl 32.000 til 57.200 Ft
- Mellemrunde, Gruppe II i Wien: Fire dage fra kl € 104 to € 248
- Slutspillet i Wien: to dage fra € 74 to € 169

### Officiel sang
Den officielle sang blev afsløret den 15. april 2024. Det er den Live Is Life Af østrigsk band Opus som er tilpasset til turneringen. Sangen blev officielt afsløret ved lodtrækningen den 18. april 2024.

## Officiel hjemmeside
- Officielle hjemmeside

| Sport | Spire Denne artikel om sport er en spire som bør udbygges. Du er velkommen til at hjælpe Wikipedia ved at udvide den. |